# 加拿大各省和地区邮政简称
加拿大省与地区邮政简称是加拿大邮政用来表示十个省和三个地区的两个大写字母代码，以便于自动分拣信件。该系统在1990年代取代了原来不统一的简称系统。

## 简称
各省和地区的简称来源不一致，有的取自于名称的头两位字母，有的取自于名称中的第一位和最后一位字母，有的取自名称第一位和其它某位字母。该系统中所有简称均来自于英语，但简写规则也对应这些省的法语名称。比如魁北克和新不伦瑞克这两个有大量法语人口的省份，其简称“QC”和“NB”既符合英语名称，也符合法语名称。各个省曾有与英语不一样的法语简称，但最终与英文简称统一。
这套系统与美国州与领地的简写规则完全兼容，美加之间没有任何两个州、省和领地的简称一样。这套系统在创立之时即考虑到与美国的简写兼容的问题，因此努纳武特选择“NU”而不是“NV”以免和内华达州的冲突，同样纽芬兰（法語：Terre-Neuve）采用“NF”（后来因拉布拉多而改为“NL”）而不是“TN”以免和田纳西冲突。后来加拿大邮政与美国邮政达成协议，美国邮政即将内布拉斯加的简写由“NB”改为“NE”以避免和新不伦瑞克冲突。
| 简称 | 中文名称         | 英语名称                  | 法语名称                  | 来源（英语）                                    |
| ---- | ---------------- | ------------------------- | ------------------------- | ----------------------------------------------- |
| AB   | 艾伯塔           | Alberta                   | Alberta                   | 第一个和第二个音节的首字母                      |
| BC   | 卑诗             | British Columbia          | Colombie-Britannique      | 首字母缩写                                      |
| MB   | 曼尼托巴         | Manitoba                  | Manitoba                  | 第一个和最后一个音节的首字母                    |
| NB   | 新不伦瑞克       | New Brunswick             | Nouveau-Brunswick         | 首字母缩写                                      |
| NL   | 纽芬兰与拉布拉多 | Newfoundland and Labrador | Terre-Neuve-et-Labrador   | 首字母缩写                                      |
| NS   | 新斯科舍         | Nova Scotia               | Nouvelle-Écosse           | 首字母缩写                                      |
| NT   | 西北领地         | Northwest Territories     | Territoires du Nord-Ouest | 首字母缩写                                      |
| NU   | 努纳武特         | Nunavut                   | Nunavut                   | 第一个和第二个字母                              |
| ON   | 安大略           | Ontario                   | Ontario                   | 第一个和第二个字母                              |
| PE   | 爱德华王子岛     | Prince Edward Island      | Île-du-Prince-Édouard     | 第一个和第二个词的首字母                        |
| QC   | 魁北克           | Quebec                    | Québec                    | 第一个和最后一个字母                            |
| SK   | 萨斯喀彻温       | Saskatchewan              | Saskatchewan              | 第一个和第二个音节的首字母                      |
| YT   | 育空             | Yukon                     | Yukon                     | 育空原来官方名称（Yukon Territory）的首字母缩写 |

各省和地区邮政简称与加拿大邮政编码的来源不相同，安大略和魁北克的邮政编码的起始字母不止一个。加拿大邮政给出了一份规范地址，这份地址使用省和地区的邮政简称来代替全称：

John Doe

27-1643 DUNDAS ST W

TORONTO ON  M6K 1V2

国际邮件:

John Doe

1643 DUNDAS ST W APT 27

TORONTO ON  M6K 1V2

CANADA

## 传统缩写
传统缩写仍在加拿大邮政以外的地方使用。传统缩写的英语版本和法语版本并不相同，一些法语缩写还包含连字号。
- 艾伯塔 — Alta.[註 2]
- 卑诗 — B.C.和C.-B. (法语版本, 缩写自该省的法语名称Colombie-Britannique)
- 拉布拉多 — LB[註 3]
- 曼尼托巴 — Man.
- 新不伦瑞克 — N.B.
- 纽芬兰与拉布拉多 — 纽芬兰的缩写最初为Nfld.，随后改为NF和T.-N.，分别来自该省的英语名称Newfoundland和法语名称Terra-Neuve。
- 西北地区 — N.W.T.和T.N.O.，后者为法语版本，缩写自该地区的法语名称Territoires du Nord-Ouest。
- 新斯科舍 — N.S.和N.-É.——后者为法语版本，缩写自该地区的法语名称Nouvelle-Écosse。
- 努纳武特 — Nun.和Nvt.
- 安大略 — Ont.
- 爱德华王子岛 — P.E.I.和Î.P.É.，后者为法语版本，缩写自该地区的法语名称île du Prince-Édouard。
- 魁北克 — Que.和P.Q.，后者为法语版本，缩写自Province du Québec。随后法语版简称改为PQ，最后改为QU。
- 萨斯喀彻温 — Sask.
- 育空 — Yuk.

## 脚注
1. ↑  YK也是非官方简称。
2. ↑  Alb.为艾伯塔的非官方法语简称。
3. ↑  拉多拉多是纽芬兰与拉布拉多的一个行政区，但是加拿大邮政会将拉布拉多单独列出。